# 한둥쥔
한둥쥔(중국어 간체자: 韩东君, 정체자: 韓東君, 병음: Hán Dōngjūn, 한자음: 한동군, 1992년 7월 21일 ~ )은 중국의 배우이다.

## 학력

#### 2007년 ~ 2011년
2007년도부터 2011년도까지 캐나다 밴쿠버에 있는 고등학교에 재학하였으며, 웹 영화인 <밴쿠버 락 앤 롤>에 캐스팅 되었었다. 이 첫 영화를 계기로 연극에 관심을 가지게 되었다. 부모님은 한둥쥔이 캐나다 밴쿠버에서 대학교에 진학해서 인터리어를 전공하기를 희망했지만, 한둥쥔은 연극 연기를 공부하기 위하여 중국으로 돌아갔다.

#### 2012년
중극으로 돌아간 뒤, 상하이 연극 학원에 입학했다.

## 활동
2013년, 드라마 <신조협려>에서 수문 역을 맡으며 공식 데뷔를 하였다. 2015년, 한국에서도 꽤 인기를 얻었던 <무심법사:불멸의 퇴마사>에서 메인 남자 주인공인 무심 역할을 맡으며 유명세를 타기 시자갰다.
그 후, 근대 시대를 배경으로 한 멜로드라마 <인생여약초상견>, 또 크리스 우와 유역비가 나와 유명해진 영화 <청춘연애>의 드라마 판에서 남자주인공을 연기하며, 인지도를 올렸다.

### 영화
| 년도 | 한국어 제목     | 중국어 제목    | 역할 | 기제사항 |
| ---- | --------------- | -------------- | ---- | -------- |
| 2011 | 밴쿠버 락 앤 롤 | 温哥华酱油乐队 | 소반 |          |

### 드라마
| 년도       | 한국어 제목            | 중국어 제목        | 역할   | 기제사항 |
| ---------- | ---------------------- | ------------------ | ------ | -------- |
| 2014       | 신조협려               | 神雕侠侣           | 수문   |          |
| 2015       | 무심법사:불멸의 퇴마사 | 无心法师           | 무심   |          |
| 2015       | 대호시광               | 大好時光           | 라일양 |          |
| 2016       | 선검운지법             | 仙剑云之凡         | 강운법 |          |
| 2017       | 무심법사2              | 无心法师II         | 무심   |          |
| 2018       | 인생여약초상견         | 人生若如初相见     | 이연개 |          |
| 2018       | 삼국기밀:한헌제전      | 三国机密之潜龙在渊 | 사마의 |          |
| 2018       | 수상한 그녀            | 重返20岁           | 뉴원정 |          |
| 2018       | 극속청춘               | 极速青春           | 루지에 |          |
| 2018       | 청춘연애               | 原来你还在这里     | 정쟁   |          |
| 방영대기작 | 북경왕사               | 北京往事           |        |          |
| 방영대기작 | 무심법사3              | 无心法师III        | 무심   |          |

### 뮤지컬
| 년도 | 한국어 제목   | 중국어 제목 | 역할 | 기제사항 |
| ---- | ------------- | ----------- | ---- | -------- |
| 2014 | 산사나무 아래 | 山楂樹之戀  |      |          |

### 음반 활동
| 년도 | 한국어 제목 | 중국어 제목 | 앨범                | 기제사항 |
| ---- | ----------- | ----------- | ------------------- | -------- |
| 2016 | 무법설애    | 无法说爱    | 선검운지법 OST      |          |
| 2016 | 난세우      | 乱世雨      | 검, 그리고 사랑 OST |          |
| 2018 | 사광도류    | 时光倒流    | 청춘연애 OST        |          |
| 2018 | 극속청춘    | 极速青春    | 극속청춘 OST        |          |